# Levy Rozman
Pour les articles homonymes, voir Rozman.
Levy Rozman, plus connu sous son nom de chaîne YouTube GothamChess, est un joueur d'échecs américain et vidéaste né le 5 décembre 1995 à Brooklyn, dans la ville de New York. Maître international depuis 2018, il produit des vidéos sur YouTube et Twitch. En décembre 2024, il réunit plus de 5,9 millions d'abonnés sur sa chaîne Youtube, ce qui en fait la première chaîne d'échecs au monde en termes d'abonnés sur YouTube.
Au 26 août 2024, il est le 110e américain en activité avec un classement Elo de 2 371 points.

## Biographie

### Jeunesse
Levy Rozman naît à Brooklyn en 1995. Il grandit à New York et au New Jersey,. Il commence les échecs à l'âge de six ans en tant qu'activité parascolaire (en) et participe à son premier tournoi à l'âge de sept ans,. Il acquiert les titres de maître national de la Fédération américaine des échecs en 2011, maître FIDE en 2016 et maître international en 2018,. En 2014, Rozman devient entraîneur d'échecs scolaire.

### Carrière
À travers ses chaînes Youtube et Twitch, Rozman, ou GothamChess, a gagné une grande popularité, si bien qu'il fait partie des deux plus grands créateurs de contenu relié aux échecs sur Youtube, avec Hikaru Nakamura. GothamChess est en partenariat avec Chess.com depuis 2017. Il est un commentateur régulier pour Chess.com, relayant des événements comme les PogChamps et le Tournoi des candidats 2020-2021 (en).
Comme beaucoup d'autres personnalités Youtube des échecs, GothamChess a connu une grande croissance due à la pandémie de Covid-19, surtout à la suite de la sortie de la série télévisée reliée aux échecs Le Jeu de la dame,. Plusieurs de ses vidéos cumulent plus d'un million de vues, dont un tutoriel sur comment jouer le gambit dame et une vidéo où il joue contre le bot de Beth Harmon (en), personnage principal de la série. Il a aussi effectué plusieurs analyses complètes de parties jouées dans la série. Le 1er juin 2021, sa chaîne atteint le million d'abonnés.
Rozman a fait les manchettes en Indonésie en mars 2021, après avoir été défait par le joueur indonésien Dewa Kipas, surnommé « Fan God ». Suspectant le joueur d'avoir triché, Rozman l'a signalé à l'équipe de fair-play de Chess.com, qui a fermé le compte du joueur indonésien. L'événement a suscité l'intérêt de nombreux citoyens du net indonésiens, qui ont accusé Rozman d'avoir menti ; il a subséquemment reçu de nombreuses menaces sur les réseaux sociaux. Le harcèlement qu'il a subi l'a forcé à convertir ses comptes de réseau social en mode privé et à faire une courte pause sur Youtube et Twitch,. Le grand maître international féminin indonésien Irine Kharisma Sukandar et plusieurs associations indonésiennes d'échecs ont condamné les actions de ces citoyens du net, justifiant les décisions de Chess.com concernant les accusations de triche,.